# Кам (Француска)
Кам (фр. Came) насеље је и општина у југозападној Француској у региону Аквитанија, у департману Атлантски Пиринеји која припада префектури Бајон.
По подацима из 2011. године у општини је живело 856 становника, а густина насељености је износила 25,25 становника/km². Општина се простире на површини од 34 km². Налази се на средњој надморској висини од 30 метара (максималној 177 m, а минималној 1 m).

## Демографија
| 1962. | 1968. | 1975. | 1982. | 1990. | 1999. | 2011. |
| ----- | ----- | ----- | ----- | ----- | ----- | ----- |
| 870   | 766   | 728   | 738   | 705   | 681   | 856   |

График промене броја становника у току последњих година